# کارلوس آلبرتو (بازیکن فوتبال، زاده ۱۹۸۴)
کارلوس آلبرتو گومز د ژسوس (پرتغالی: Carlos Alberto Gomes de Jesus؛ زادهٔ ۱۱ دسامبر ۱۹۸۴) که به صورت ساده با نام کارلوس آلبرتو شناخته می‌شود، بازیکن فوتبال اهل برزیل است.
از باشگاه‌هایی که در آن بازی کرده‌است می‌توان به فلومیننزه ،پورتو، کورینتیانس، وردر برمن، سائوپائولو، بوتافوگو، واسکو دوگاما، گرمیو، باهیا، الظفره، فیگیرنسه و اتلتیکو پارانائنزه سابقهٔ حضور دارد.
این بازیکن همچنین بین سال‌های ۲۰۰۳ تا ۲۰۰۵، ۵ بار برای تیم ملی فوتبال برزیل به میدان رفته‌است.